# Rue de la Loi
Pour les articles homonymes, voir Rue de la Loi (homonymie).
La rue de la Loi (en néerlandais : Wetstraat) est une rue importante de Bruxelles qui va de l’avenue de la Joyeuse Entrée via le rond-point Robert Schuman à la rue Royale.
Dans les médias belges, « rue de la Loi » est souvent employé par métonymie pour désigner le Parlement, le siège du gouvernement ou le gouvernement tout court, et « 16, rue de la Loi » pour désigner le Conseil des ministres ou le Premier ministre, à l’image de downing Street en Angleterre.

## Bâtiments remarquables
Au 12 se trouve l'Hôtel des Finances.

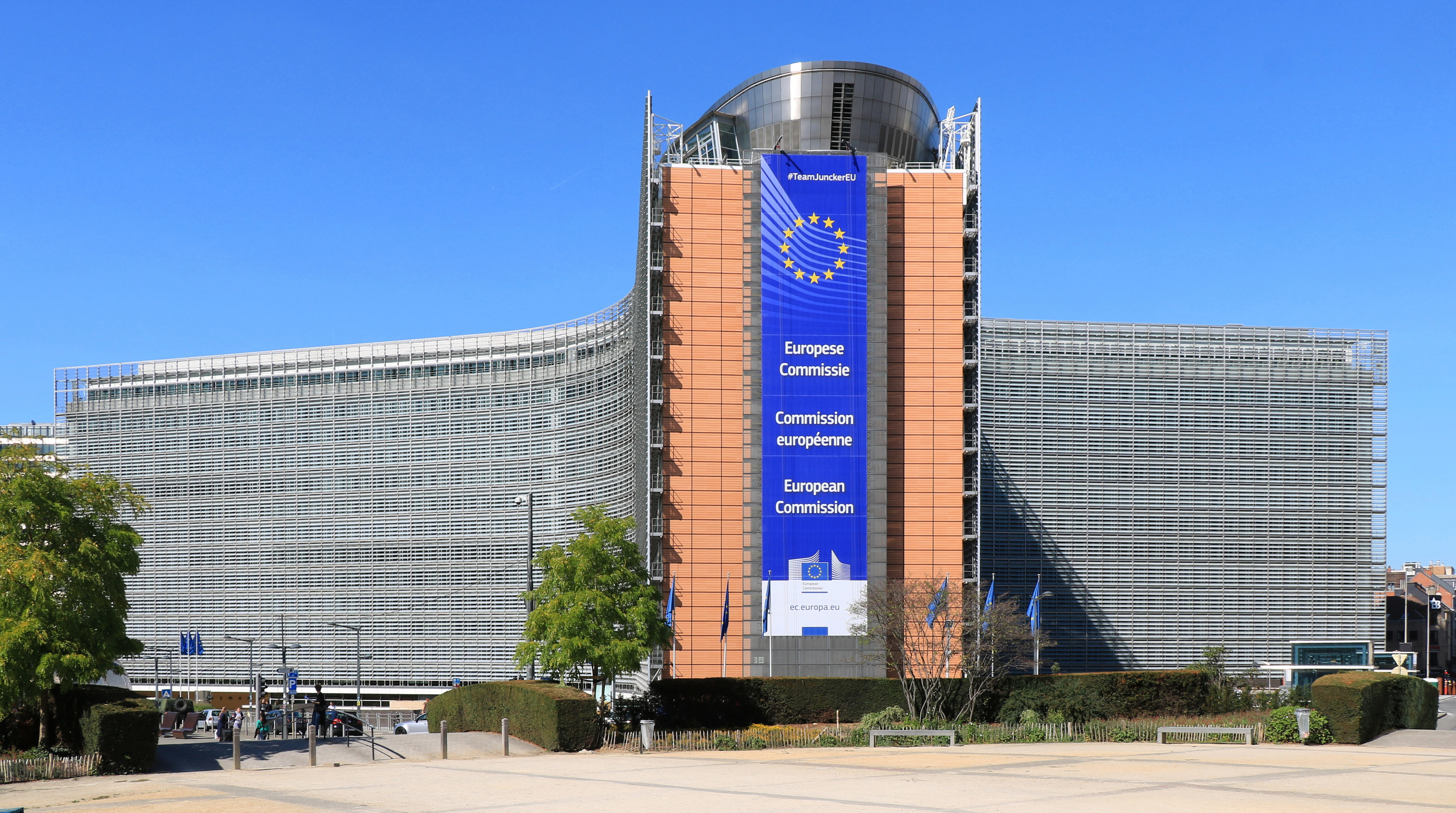
Siège de la Commission européenne à Bruxelles (bâtiment Berlaymont).

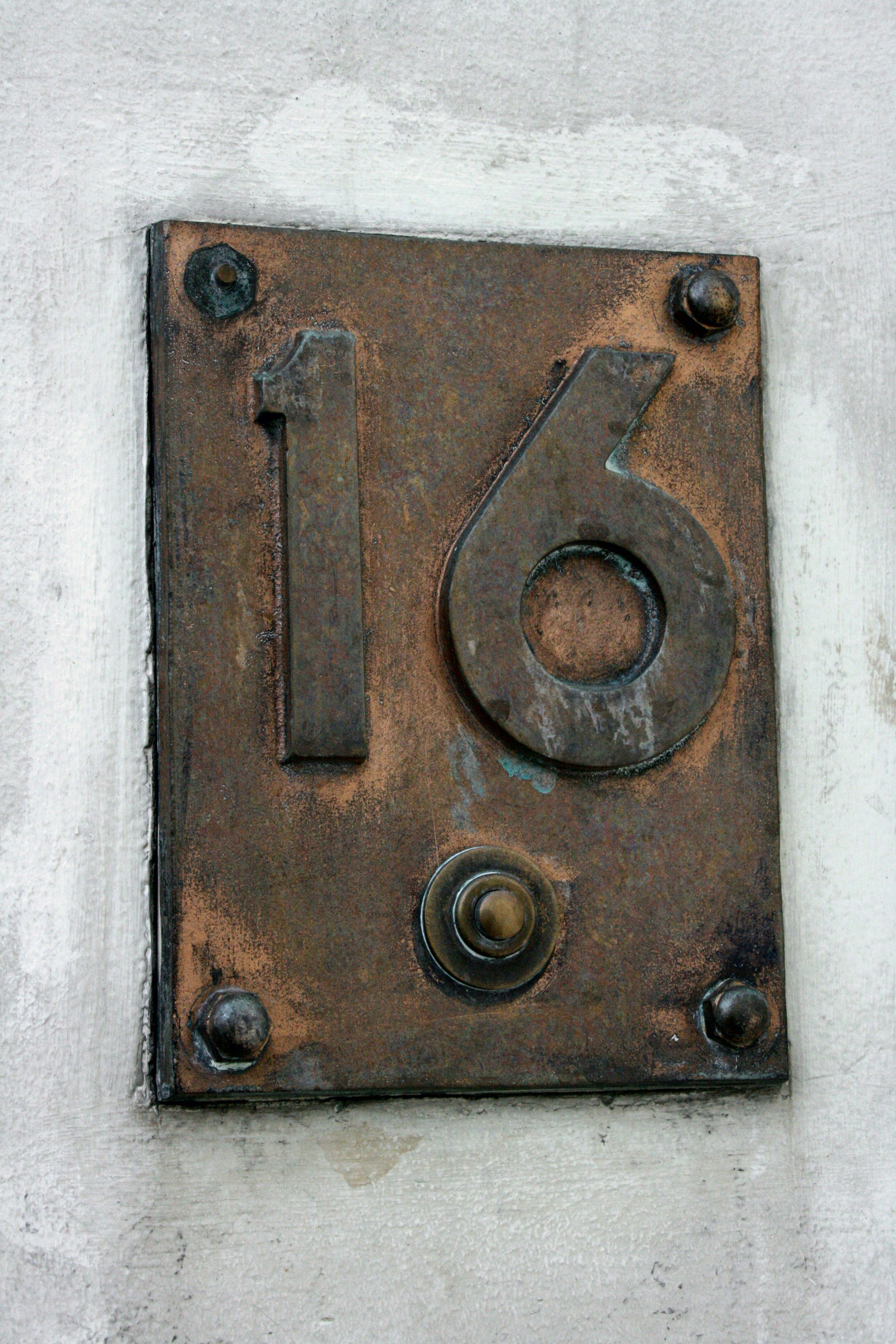
La plaque du 16, rue de la Loi, image couramment associée aux bureaux du Premier ministre

Le 16, rue de la Loi, en face du parc de Bruxelles, est connu pour abriter les bureaux du Premier ministre de l'État fédéral et la salle du Conseil des Ministres. On y trouve aussi une entrée (généralement condamnée) donnant accès au Palais de la Nation, abritant la Chambre et le Sénat belge.
Le no 10 abrite, quant à lui, les bureaux du président de la Chambre des représentants ; l'Organe de coordination pour l'analyse de la menace (OCAM) est au no 22.
Au no 5 se trouve le Cercle Gaulois, cercle artistique et littéraire privé réservé aux hommes.
Aux no 84 et 86 se trouvent des bâtiments de bureaux appartenant à la Commission européenne, sessiné par les architectes belgo-suisse André et Jean Polak.
Un kilomètre plus loin, à l'extérieur de la petite ceinture en direction du parc du Cinquantenaire, se situent les sièges des institutions européennes :
- les bâtiments Berlaymont (no 200) et Charlemagne (no 170), tous deux au carrefour de la rue de la Loi et du boulevard Charlemagne, abritent respectivement la Commission européenne et ses annexes ;
- le bâtiment Juste Lipse (no 175) abrite le Conseil de l'Union européenne ;
- le bâtiment Europa, ancien Résidence Palace (no 155), est le siège du Conseil européen et du Conseil de l'Union européenne, dont la réalisation a été terminée en 2016 par le bureau d'architectes et ingénieurs Philippe Samyn & Partners ;
- le Lex Building (no 145), nouveau bâtiment du Conseil de l'Union européenne, construit par le bureau d'architectes M. & J-M. Jaspers, J. Eyers &Partners.

Un plan de réaménagement du quartier européen a été élaboré par le gouvernement bruxellois en collaboration avec l'architecte Christian de Portzamparc. Ce plan prévoit de supprimer l'effet de couloir que présente la rue de la Loi bordée, sur chaque rive, d'immeubles de bureaux en cordon ininterrompu. Il s'agit d'amplifier le site par la construction de tours séparées par des espaces ménageant des vues et des communications vers les quartiers environnants et, surtout, vers le Parlement européen tout proche.

## Accès
| ___ | Ce site est desservi par les stations de métro : Parc, Arts-Loi, Maelbeek et Schuman. |